# Windsor (Ontario)
Windsor is een stad in het zuidwesten van de provincie Ontario in Canada. De stad is gelegen aan de rivier Detroit tegenover de stad Detroit in de Amerikaanse staat Michigan. Windsor is de zuidelijkst gelegen stad in Canada en de enige plaats waar men in noordelijke richting moet reizen om van Canada naar de Verenigde Staten te gaan.

## Geschiedenis
De eerste nederzettingen in wat nu Windsor is werden in 1749 gesticht en daarmee is het de oudste Europese nederzetting in Canada buiten de provincie Quebec. De bevolking bestond voornamelijk uit Franstaligen en de nederzetting werd Petite Côte genoemd. In 1794, in de periode vlak na de Amerikaanse Onafhankelijkheidsoorlog, werd de plaats Sandwich gesticht wat later werd omgedoopt in Windsor. Het werd officieel een stad in 1892. Voor het uitbreken van de Amerikaanse Burgeroorlog was Windsor een belangrijke tussenstation in de zogenaamde Underground Railroad, een route die ontsnapte slaven volgden vanuit het zuiden van de VS via het vrije noorden naar Canada toe.

## Demografie en economie
Het inwonertal van Windsor in 2021 was 229.660, als men de voorsteden meerekent bedraagt het inwonertal 422.630. Windsor is een industriestad met vooral veel automobielindustrie, mede door de nabijheid van Detroit. Een andere belangrijke bron van inkomsten is het Casino van Windsor. De stad kent een van de hoogste werkloosheidcijfers van Canada en tevens een relatief hoge criminaliteit. De Ambassadorbrug tussen Windsor en Detroit is een van de drukste internationale grensovergangen ter wereld. Verder zijn er een tunnel en een treintunnel die de stad met Detroit verbinden.

## Kunst en cultuur
Het Odette Sculpture Park, een beeldenpark aan de rivier de Detroit met 31 beelden, is een bekende toeristische trekpleister in de stad.

## Stedenbanden
Windsor heeft met verschillende steden een stedenband. Deze lijst is niet compleet.
- Saint-Étienne (Frankrijk), sinds 1963
- Lublin (Polen)
- Fujisawa (Japan), sinds 1987
- Coventry (Verenigd Koninkrijk), sinds 1963
- Mannheim (Duitsland)
- Las Vueltas (El Salvador)
- Changchun (China)
- Gunsan (Zuid-Korea)
- Saltillo (Mexico)
- Ohrid (Noord-Macedonië)
- Udine (Italië)
- Granby (Canada)
- Detroit (Verenigde Staten)

## Geboren in Windsor
- David H. Hubel (1926-2013), Canadees-Amerikaans neuroloog en Nobelprijswinnaar (1981)
- Killer Kowalski (1926–2008), worstelaar
- Jack Scott (1936–2019), rockabilly- en countryzanger
- Garth Hudson (1937-2025), muzikant (The Band)
- Paul Martin (1938), minister-president van Canada (2003-2006)
- Abdullah the Butcher (1941), worstelaar
- Skip Spence (1946-1999), Canadees-Amerikaans singer-songwriter
- Cathy Priestner (1956), langebaanschaatsster
- Oliver Platt (1960), acteur
- Shania Twain (1965), zangeres
- Tamia (1975), zangeres
- Kim Shaw (1984), actrice
- Jacqueline MacInnes Wood (1987), actrice
- Katie Findlay (1990), actrice
- Brandon McBride (1994), middellangeafstandsloper
- Kylie Masse (1996), zwemster
- Sophie Nélisse (2000), actrice